# Newlands (Allerdale)
Newlands – przysiółek w Anglii, w Kumbrii. Leży 40.3 km od miasta Carlisle i 398.1 km od Londynu. W latach 1870–1872 osada liczyła 211 mieszkańców.